# 紀念牌匾
紀念牌匾是一種固定於牆壁上、刻有紀念銘文的刻字（以石刻為主），通常紀念建築物落成開幕，或紀念昔日的遺址。

## 歷史
紀念牌匾在古代的中國經已出現，當時被稱為金石，刻上的是用作頌揚功德的箴銘。根據《史記》記載，在秦始皇統治的時期，「群臣相與誦皇帝功德，刻於金石，以為表經」，可見早於秦朝時期已有紀念刻字的習慣。

## 類似事物
- 奠基石
- 墓誌
- 墓碑
- 牌匾